# Alan Cuthbert Maxwell Burns

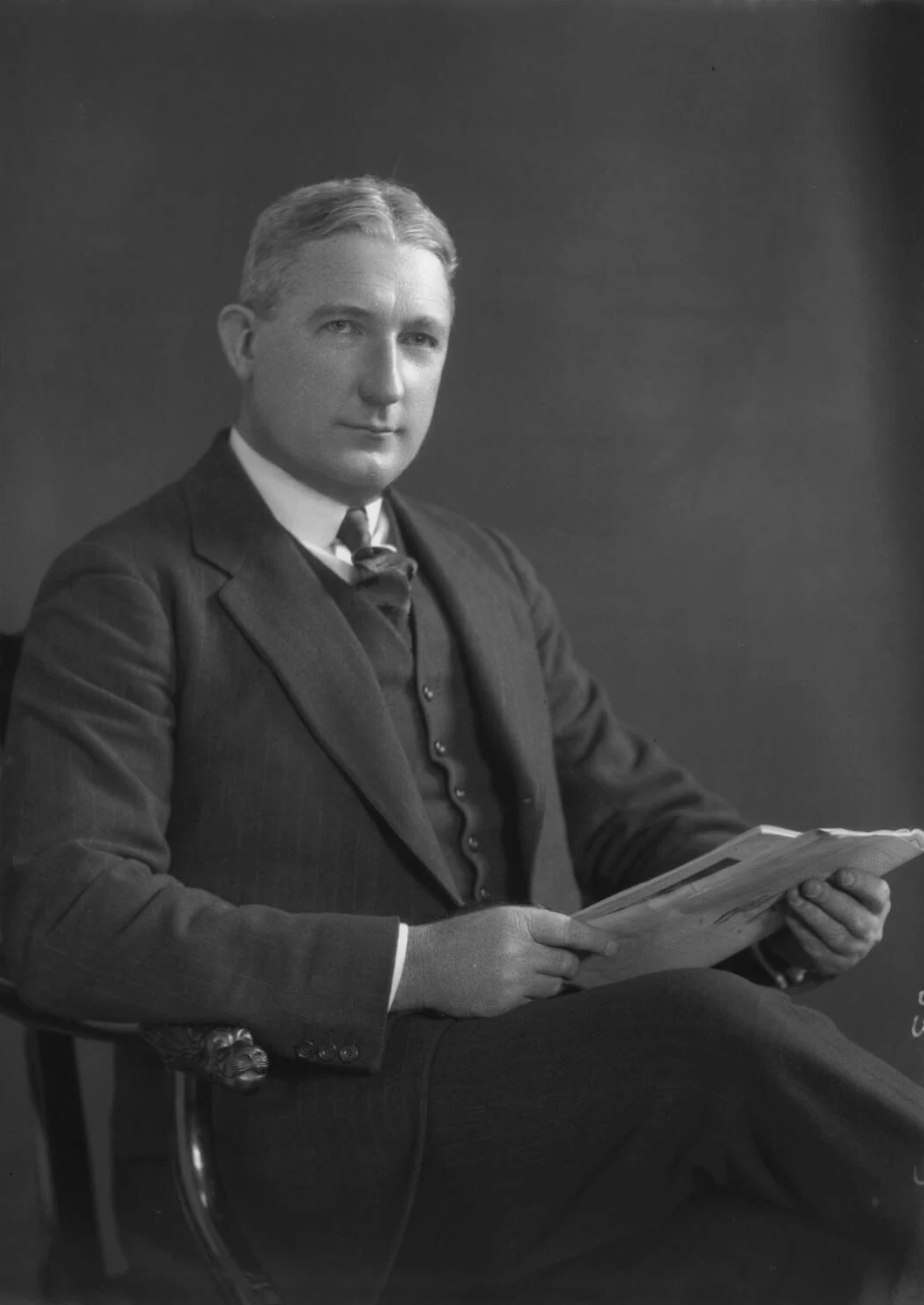
Alan Cuthbert Maxwell Burns (1928)

Sir Alan Cuthbert Maxwell Burns GCMG (* 9. November 1887 in Basseterre; † 29. September 1980 in London) war ein britischer Kolonialverwalter und -gouverneur.

## Biografie
Burns war eines von vier Kindern des Verwalters von St. Christopher-Nevis-Anguilla James Patrick Burns und seiner Frau Agnes Zulma Delisle. Sein Vater starb bereits 1896. Burns besuchte ab 1901 das St. Edmund’s College, Ware in Old Hall Green, Hertfordshire. 1914 starb seine Mutter.
Er diente als Angehöriger des britischen Kolonialdienstes in verschiedenen Verwendungen, von 1905 bis 1912 auf den Leeward Islands, danach bis 1924 in Nigeria, wurde 1927 Companion des Order of St. Michael and St. George, war bis 1929 als Kolonialsekretär auf den Bahamas und dann als stellvertretender Chefsekretär bis 1934 wieder in Nigeria. 1914 heiratete er Kathleen Fitzpatrick Hardtman, mit der er die gemeinsamen Töchter Barbara und Benedicta hatte.
Vom 2. November 1934 bis zum 24. Februar 1939 war er Gouverneur von Belize und wurde 1936 als Knight Commander des Order of St. Michael and St. George geadelt. Von 1942 bis zum 18. Dezember 1943 war er Gouverneur von Nigeria und amtierte auch ab 29. Juni 1942 als Gouverneur der Goldküste. Am 2. August 1947 übergab er dieses Amt an George Ernest London und war bis 1956 Ständiger Vertreter des Vereinigten Königreichs im UN-Treuhandrat.
1942 wurde er zum Ritter des Malteserordens ernannt und wurde 1946 Knight Grand Cross des Order of St. Michael and St. George. Er starb 1980 im Londoner Westminster Hospital.